# 인터랙티브 키오스크

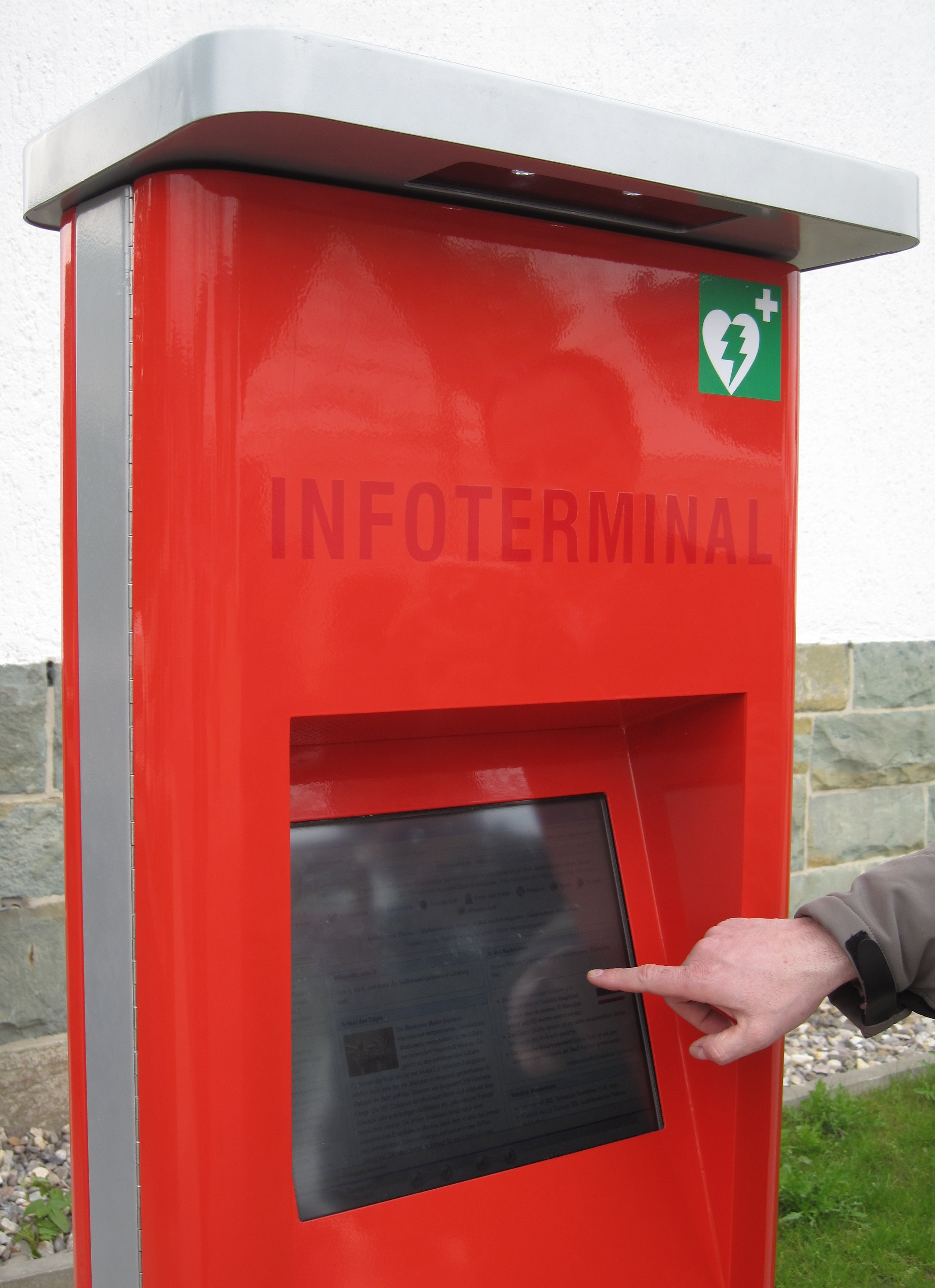
독일 헤머의 한 인터넷 키오스크

인터랙티브 키오스크(interactive kiosk)는 특수한 하드웨어와 소프트웨어를 갖춘 컴퓨터 단말기의 하나로, 커뮤니케이션, 상업, 엔터테인먼트, 교육을 위한 정보 및 애플리케이션에 대한 접근 권한을 제공한다.
초기의 인터랙티브 키오스크는 공중전화 박스를 닮았으나 현재는 고객 서비스 개선을 위해 소매점, 음식 서비스 등에서 사용되고 있다. 인터랙티브 키오스크는 일반적으로 가게, 호텔 로비, 공항 등 사람 수가 많은 곳에서 일반적으로 위치해 있다.
기술 연동을 통해 키오스크가 다양한 기능을 수행할 수 있으며 셀프 서비스 키오스크로 발전하게 되었다. 예를 들어 키오스크는 사용자들이 물건 재고가 없을 때 가게의 카탈로그에서 주문을 할 수 있게 하며, 도서관 책을 빌리거나 제품에 관한 정보를 살펴보거나 호텔 키 카드를 발행하는 등의 일을 할 수 있다.

## 역사
최초의 셀프 서비스 인터랙티브 키오스크는 1977년 일리노이 어배너-섐페인 대학교에서 의예과 학생 머레이 라페가 개발했다. 콘텐츠는 PLATO 컴퓨터 시스템에서 생성되었고 플라즈마 터치스크린 인터페이스로 접근할 수 있었다. 플라즈마 디스플레이 패널은 도널드 L. 비처가 일리노이 대학교에서 발명했다. 라페의 키오스크인 플라토 핫라인은 학생과 방문객이 영화, 지도, 디렉토리, 버스 시간표, 과외 활동 및 강좌를 찾을 수 있도록 했다.
상업적 목적으로 사용된 최초의 성공적인 인터랙티브 키오스크 네트워크는 신발 소매업체인 플로샤임 슈 컴퍼니(Florsheim Shoe Co.)가 총괄 부사장 해리 복의 지휘 아래 개발한 프로젝트로, 1985년경 설치되었다. 이 인터랙티브 키오스크는 캘리포니아 서니베일의 바이비디오(ByVideo Inc.)가 제작, 제조 및 맞춤 제작했다. 600대 이상의 키오스크 네트워크는 매장에 없는 신발을 구매하려는 고객을 위해 이미지와 비디오 프로모션을 제공했다. 스타일, 사이즈, 색상을 선택할 수 있었고, 제품 대금은 키오스크 자체에서 결제할 수 있었다. 거래는 다이얼업 회선을 통해 미주리주 세인트루이스에 있는 플로샤임 메인프레임으로 전송되어 페덱스를 통해 다음 날 집이나 매장으로 배송되었다. 하드웨어(마이크로컴퓨터, 디스플레이 시스템, 터치스크린 포함)는 바이비디오가 설계 및 제작했으며, 기타 구성 요소(CRT, 플로피 디스크, 프린터, 키보드, 물리적 하우징 등)는 다른 공급업체에서 조달했다. 비디오디스크 자료는 플로샤임의 지시에 따라 바이비디오가 캘리포니아에 있는 최첨단 비디오 제작 시설에서 분기별로 제작했다. 이 키오스크 네트워크는 플로샤임 소매점에서 6년 이상 운영되었다.
1991년, 인터넷 연결을 갖춘 최초의 상업용 키오스크가 컴덱스에서 전시되었다. 이 애플리케이션은 실종 아동을 찾는 용도였다. 키오스크에 대한 최초의 실제 문서는 1995년 로스앨러모스 국립 연구소의 보고서로, 인터랙티브 키오스크의 구성 요소를 상세히 기술했다. 이는 최초의 유즈넷 중재자인 아서가 comp.infosystems.kiosks에 처음 발표했다.
1997년, KioskCom은 인터랙티브 셀프 서비스 키오스크를 도입하려는 단체를 위한 무역 박람회를 제공하기 위해 시작되었다. 이 무역 박람회는 연 2회 개최되었으며, 기업들에게 성공적인 셀프 서비스 도입을 위한 교육 및 시연을 제공했다.
주 전체에 인터랙티브 키오스크 프로그램을 도입한 최초의 회사는 2007년 임페리얼 멀티미디어였다. 임페리얼 멀티미디어는 버지니아주 31개 주립 공원에 인터랙티브 키오스크를 설치했으며, 이 전자 키오스크에는 공원 개요, 인쇄 가능한 지도, 경유지, 명소, 트레일 비디오 투어 및 비상 정보가 포함되었다.
오늘날의 키오스크는 주로 공항의 출국장과 수하물 수취대, QSR(Quick Service Restaurant), 그리고 패스트 캐주얼 셀프 주문 장소에서 크게 확장되어 찾아볼 수 있다. 이제는 모바일이나 키오스크를 통해서만 주문을 받는 식당도 있다. 코로나바이러스감염증-19 발생으로 인해 체온 측정 키오스크와 같은 새로운 키오스크 형태가 매우 짧은 시간 안에 기하급수적으로 성장했다. AT&T와 버라이즌의 요금 결제 키오스크도 확장되고 있다.

## 디자인 및 제작
인터랙티브 키오스크의 미학적 및 기능적 디자인은 사용자 채택, 전체 가동 시간 및 경제성을 좌우하는 핵심 요소이다. 인터랙티브 키오스크를 설계할 때 고려해야 할 많은 요소가 있다:
- 미학적 디자인: 인클로저의 디자인은 종종 사용자 채택 및 브랜드 인지의 주요 요인이다.
- 제조량: 이는 적절한 제조 공정(예: 판금, 열성형 플라스틱 등)을 결정한다.
- 키오스크 소프트웨어: 키오스크 하드웨어의 인터랙티브 기능은 소프트웨어 프로그램 및 키오스크 소프트웨어 구성에 의해 크게 결정된다.
- 그래픽 메시징: 잠재적 사용자와 소통하는 데 핵심적인 역할을 한다.
- 유지 보수 및 열 설계: 가동 시간(고장 또는 충돌 간 시간)을 최대화하는 데 중요하다.
- 부품 사양: 일반적인 부품에는 터치스크린, PC, 포인팅 장치, 키보드, 지폐 인식기, 마그네틱 스트라이프 및 바코드 스캐너, 서지 보호기, UPS 등이 포함된다.
- 인체공학: 편안하고 쉬운 사용자 접근성을 보장하는 데 중요하다.
- 규제 준수: 미국에서는 미국 장애인법 (ADA)에 따라 설계하는 것이 중요하다. 전기 표준에는 미국의 UL 및 유럽의 CE가 포함된다. 소매 공간에서는 미국의 지불 카드 산업 (PCI) 인증이 있으며, 이는 VISA PED (유럽의 칩 앤 PIN의 친척)의 후손이다.
- 인터페이스 디자인: 인터랙티브 키오스크를 위한 디자인은 일반적으로 웹 또는 컴퓨터 기반 인터랙티브 디자인보다 큰 버튼과 간단한 의사 결정 트리를 필요로 한다. 눈길을 끄는 매력적인 애니메이션과 짧은 체류 시간이 중요하다.
- 내구성: 키오스크의 의도된 위치는 실내 키오스크와 실외 키오스크의 재료 및 전자 장치 요구 사항이 크게 다르기 때문에 구성에 크게 영향을 미칠 것이다.[8]

## 전 세계의 인터랙티브 키오스크

### 정부 사용
여러 국가에서 다양한 목적으로 키오스크를 전국적으로 설치한 역사가 있다. 대규모 설치의 한 예는 영국에서 찾아볼 수 있으며, 수천 개의 특수 목적 키오스크가 이제 구직자들이 일자리를 찾는 데 도움을 주고 있다.
미국 국토안보부는 방문객이 미국에 입국할 때 등록하는 이민 키오스크를 만들었다. 방문객이 미국을 떠날 때 등록하는 출국 키오스크도 있다.
우체국은 많은 우체국에 셀프 서비스를 위한 자동화 키오스크를 설치했다.
재향 군인회는 5,000개 이상의 환자 키오스크를 배치했다. 2020년에는 재향 군인을 위한 차세대 키오스크와 모바일 체크인이 시작되었다.
인도에서는 디지털 키오스크가 요금 납부 등 다양한 목적으로 사용된다.

### 산업 사용
미국과 캐나다에만 1,200,000개 이상의 키오스크 터미널이 있는 것으로 추정된다.
사업 환경에서 키오스크를 사용하는 그룹에는 델타 항공, 유나이티드 항공, 젯블루 항공, GTAA, 퓨처 샵, 더 홈 디포, 타깃 코퍼레이션, 월마트 등이 있다.

## 키오스크 유형

### 텔레키오스크
텔레키오스크는 공중전화 박스의 기술적인 후계자로 볼 수 있으며, 통신에 사용되는 대중적으로 접근 가능한 장치 세트이다. 여기에는 전자우편, 팩시밀리, SMS, 그리고 표준 전화 서비스가 포함될 수 있다. 텔레키오스크는 이제 거의 볼 수 없다.
텔레키오스크는 21세기 초 영국 전역에 점차 나타났다. 일부는 쇼핑 센터와 교통 터미널에 위치하여 상세한 지역 정보를 제공한다. 다른 것들은 고속도로 휴게소와 공항을 포함한 공공 장소에 있다.
국제전기통신연합은 현지인들이 통신 기술에 접근할 수 없는 아프리카와 아시아 일부 지역에서 텔레키오스크 사용을 장려하고 있다. 부분적으로 이 작업은 부유한 국가와 가난한 국가 간의 "정보 격차"를 해결한다. 그러나 실제적인 이점도 크다. 부탄의 계획은 E-Post 시스템을 제공하는 것을 목표로 하는데, 메시지는 전화로 전달된 다음 시골 지역으로 손으로 전달되어 시골 지역에서 편지를 운반하는 문제를 완화한다. 건강, 농업 및 교육 정보도 제공된다.

### 금융 서비스 키오스크
금융 서비스 키오스크는 고객이 일반적으로 은행 텔러를 필요로 할 수 있는 거래를 수행할 수 있게 해주며, ATM에서 원하는 것보다 더 복잡하고 오래 걸릴 수 있다. 이들은 때때로 "박스형 은행"으로 불리며, 첫 번째 주요 예는 미국 세븐일레븐에 배치된 Vcom 유닛이다.
이러한 장치들은 일반적으로 '다기능 금융 서비스 키오스크'라고 불리며, 첫 번째 버전은 1990년대 후반 사우스랜드(세븐일레븐) 편의점에 배치된 VCOM 제품이었다. 수표 현금화, 청구서 결제, 심지어 현금 카드 발행까지 가능했다. 새로운 다기능 기계들은 스피드웨이 등이 지원하는 "편의점" 시장에 배치되었다.

### 사진 키오스크

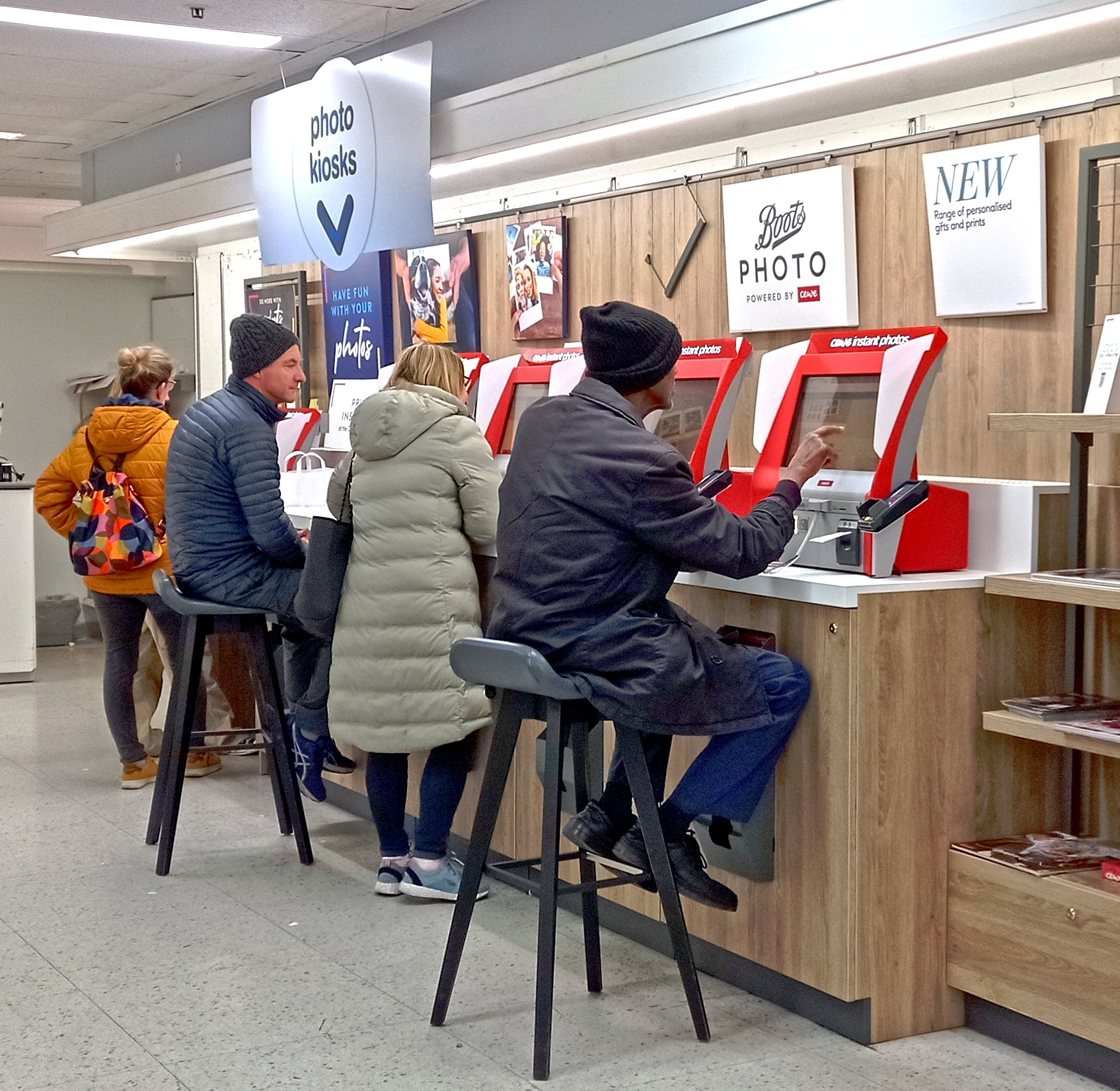
런던의 셀프 서비스 사진 키오스크

인터랙티브 키오스크를 통해 사용자는 자신의 디지털 이미지에서 사진을 인쇄할 수 있다. 주요 사례는 한때 미국에서 100,000대 이상이 운영되었던 코닥에서 시작되었다. 이 장치 중 상당수는 LCD가 장착된 맞춤형 PC로, 고객 서비스의 중앙 프린터로 인쇄할 수 있었다. 사진 키오스크는 크게 두 가지 종류가 있다.
디지털 주문 스테이션 -- 이 유형의 사진 키오스크는 소매점에 위치하며 사용자가 인쇄 및 사진 제품을 주문할 수 있게 한다. 제품은 일반적으로 매장 내 디지털 미니랩에서 생산되거나, 다른 위치에서 소비자에게 직접 배송되거나, 나중에 픽업할 수 있도록 매장으로 다시 배송된다. 디지털 주문 스테이션은 즉석 인쇄를 지원할 수도 있고 안 할 수도 있으며, 일반적으로 결제는 처리하지 않는다.
즉석 인쇄 스테이션 - 이 유형의 사진 키오스크는 내부 프린터를 사용하여 셀프 서비스 유료 고객을 위해 즉석에서 사진 인쇄물을 만든다. 종종 공공 장소(호텔, 학교, 공항)에 위치하며, 즉석 인쇄 스테이션은 결제를 처리한다. 종종 이러한 시스템은 4x6인치 인쇄물만 인쇄하지만, 2008년 현재 인기 있는 염료 승화 사진 프린터는 4x6, 5x7, 8x10, 8x12도 가능하다. 이는 재고 보충 인력 경제학과 섀시 크기의 문제이다.

### 인터넷 키오스크
인터넷 키오스크는 공공 인터넷 접속을 제공하는 단말기이다. 인터넷 키오스크는 때때로 공중전화 박스와 유사하게 생겼으며, 일반적으로 호텔 로비, 장기 요양 시설, 의료 대기실, 아파트 단지 사무실, 또는 공항과 같은 장소에 배치되어 전자우편이나 웹 페이지에 빠르게 접속할 수 있도록 한다. 인터넷 키오스크에는 때때로 지폐 인식기나 신용카드 스와이프 기능이 있으며, 거의 항상 컴퓨터 키보드, 마우스(또는 더 견고한 고정 트랙볼), 그리고 모니터가 있다.
일부 인터넷 키오스크는 자동 판매기나 인터넷 카페와 유사한 결제 모델을 기반으로 하며, 다른 것들은 무료이다. 유료 키오스크의 일반적인 배열은 인터넷 키오스크 소유자가 설치 장소의 소유자와 파트너십을 맺어, 바닥 공간 대여에 대한 고정 요금이나 기계에서 발생하는 월 수익의 일정 비율을 지불하는 방식이다.
북미에서 사용자 로그인 및 비밀번호를 통한 터치스크린 인터넷 키오스크를 개발하고 배포한 최초의 회사 중 하나는 캘리포니아 샌프란시스코에 본사를 둔 스트리트스페이스이다. 1999년부터 캘리포니아 버클리의 카페, 레스토랑, 레코드 가게 내부에 인터넷 키오스크를 배치했다. 스트리트스페이스는 또한 키오스크의 위치와 사용자가 터미널에 로그인할 때의 프로필을 기반으로 이러한 인터넷 키오스크에 표적 광고 및 서비스를 제공한 최초의 회사 중 하나였다.
인터넷 키오스크는 해커 활동의 대상이 되어왔다. 해커들은 스파이웨어를 다운로드하고 키로깅을 통해 사용자 활동을 포착한다. 다른 해커들은 사용자 활동을 캡처하는 하드웨어 키로깅 장치를 설치했다.
인터넷 키오스크를 제공하는 사업체는 책임 노출을 줄이기 위해 특수 인터넷 키오스크 소프트웨어 및 관리 절차를 사용할 것을 권장한다.

### 발권 키오스크
디즈니와 같은 많은 유원지에는 무인 야외 발권 키오스크가 있다. 암트랙은 자동 셀프 서비스 발권 키오스크를 보유하고 있다. 부시 가든은 유원지용 키오스크를 사용한다. 리스본 해양수족관은 파트팀 & OEM키오스크스의 셀프 서비스 발권 키오스크를 갖추고 있다. 유람선은 승객을 위해 발권 키오스크를 사용한다. 알라모 및 내셔널과 같은 자동차 렌터카 회사의 체크인 키오스크는 전국적으로 배치되었다.
철도역과 전철역의 매표소에는 교통 패스, 기차표, 대중교통 승차권, 기차 패스를 판매하는 발권 키오스크가 있다.

### 영화 티켓 키오스크
많은 영화관연쇄점에서는 고객이 티켓을 구매하거나 온라인으로 구매한 티켓을 수령할 수 있도록 특수 표 자동판매기를 설치하고 있다. 레이디언트(Radiant)와 후지쓰(Fujitsu)가 이 분야에 참여해 왔다.

### 레스토랑 키오스크
태블릿 키오스크에서 직접 주문하는 새로운 방법이다. 키오스크는 계산대 외에 추가로 제공되어 모든 손님의 대기 시간을 줄인다. 키오스크는 시각적으로 매우 뛰어나며, 주문 정확성과 맞춤화를 돕는 제품 빌더를 포함한다.

### DVD 자동 판매 키오스크
자동 판매기 키오스크의 예로는 DVD 대여 키오스크가 있는데, 사용자는 신용카드로 DVD를 대여할 수 있다. 가장 큰 업체 중 하나는 북미 전역에 진출한 레드박스였다.

### 방문객 관리 및 보안 키오스크
방문객 관리 및 보안 키오스크는 기업, 학교 및 기타 접근 통제 환경에서 방문객 체크인 프로세스를 용이하게 할 수 있다. 이러한 시스템은 블랙리스트를 확인하고, 범죄 경력 조회를 실행하며, 방문객을 위한 접근 배지를 인쇄할 수 있다. 미국의 학교 보안 문제는 이러한 유형의 키오스크가 방문객을 심사하고 추적하는 데 사용되는 증가로 이어졌다.

### 건물 안내 및 길 찾기 키오스크
많은 쇼핑몰, 병원, 공항 및 기타 대형 공공 건물에서는 방문객이 건물 내를 탐색할 수 있도록 인터랙티브 키오스크를 사용한다. 해리스 카운티 병원 지구, 마이애미 침례교 병원, 필라델피아 아동 병원 및 카유가 의료 센터는 건물 안내 및 길 찾기 솔루션이 있는 인터랙티브 터치스크린 키오스크를 활용하는 몇 안 되는 의료 센터 중 일부이다.

### 병원 및 의료 클리닉 등록 및 체크인 키오스크
병원과 의료 클리닉은 환자가 일상적인 활동을 수행할 수 있도록 키오스크를 활용하고 있다. 환자가 예정된 진료를 위해 체크인하고 인구 통계를 업데이트하여 줄을 서서 등록 담당자와 상호 작용할 필요를 줄이는 키오스크. 환자가 본인 부담금을 지불해야 하는 지역에서는 키오스크도 결제를 수집한다. 문서화, 동의서 및 동의 요구 사항이 증가함에 따라 통합 서명 캡처 장치가 있는 키오스크는 환자에게 문서를 제시하고 서명을 수집할 수 있다. 등록 및 체크인 키오스크에 대한 사업 사례는 다음을 기반으로 구축된다.
1. 업무량 감소,
2. 데이터 품질 개선,
3. 등록 프로세스의 일관성, 및
4. 환자 경험 개선.

한 대형 지역 병원은 등록 인력을 30% 줄이고 데이터 품질을 개선하며 대기 시간을 단축할 수 있었다.
키오스크는 사용자를 위해 맞춤화된 정보를 표시할 수 있으며, 이는 사용자가 건강을 관리하는 데 도움이 되는 개인화된 메시지 등이다.

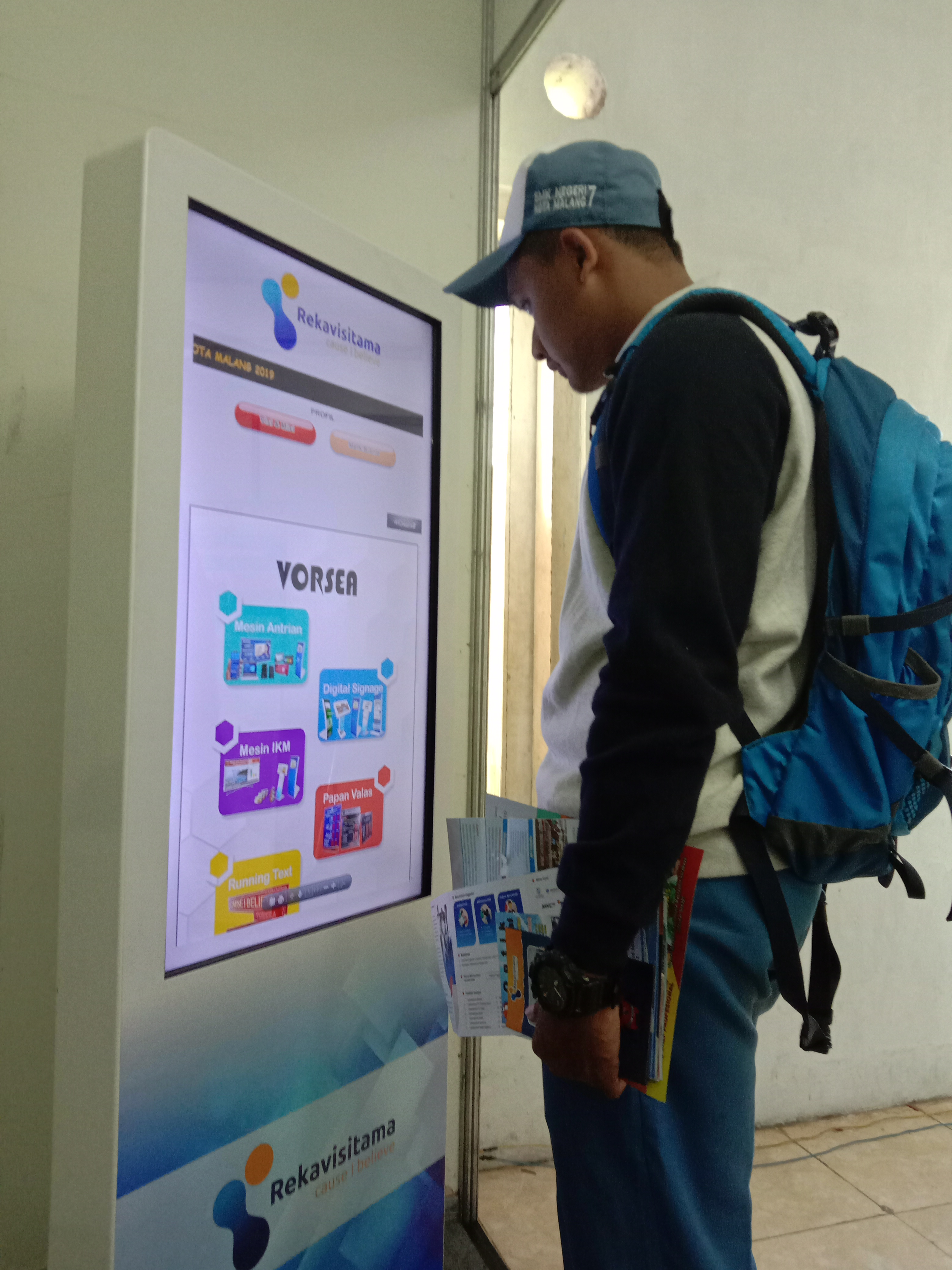
인도네시아 말랑 스코담 브라위자야 조프 페어 행사 정보 키오스크

### 정보 키오스크
박물관, 유적지, 국립공원 및 기타 관광/방문객 명소에서는 키오스크를 특정 전시물이나 장소에 대한 정보를 전달하는 수단으로 자주 사용한다. 키오스크를 통해 방문객은 자신의 속도에 맞춰 특정 유물이나 지역에 대한 정보를 읽거나 비디오를 시청하며, 가장 관심 있는 분야에 대해 더 많이 배울 수 있다. 뉴욕의 록웰 박물관은 터치스크린 태블릿을 사용하여 방문객에게 특정 전시물에 대한 접근 가능하고 관련성 있는 설명을 제공한다. 펜 스테이트 스포츠 박물관은 인터랙티브 키오스크를 사용하여 과거 및 현재 펜 스테이트 선수 및 스포츠 팀에 대한 최신 정보를 표시한다. 엘리스 아일랜드 국립 이민 박물관은 현재 정보 키오스크를 통해 방문객이 온라인 시민 시험을 치를 수 있도록 하고 있다. 추가 키오스크 디스플레이에는 "이동의 실타래(Threads of Migration)" 인터랙티브 전시회가 포함되어 있으며, 1954년 이후의 이민을 다루는 "여정: 이민의 새로운 시대" 섹션의 일부로 세 개의 터치스크린 키오스크가 있다.

### 비디오 키오스크
비디오 키오스크는 화상통화 및 협업 소프트웨어 기능을 통합하여 사용자가 이용 가능한 운영자와 화상 통화 또는 회의를 실행하고, 콘텐츠를 보거나 메시지를 교환할 수 있도록 돕는다. 비디오 키오스크는 종종 은행 또는 원격 의료에서 고객 서비스 개선을 위해 사용된다.

## 키오스크 신뢰성
신뢰성은 중요한 고려 사항이며, 그 결과 많은 전문 키오스크 소프트웨어 애플리케이션이 업계를 위해 개발되었다. 이러한 애플리케이션은 지폐 인식기 및 신용카드 스와이프와 인터페이스하고, 시간을 측정하며, 사용자가 소프트웨어 구성을 변경하거나 컴퓨터 바이러스를 다운로드하는 것을 방지하고, 키오스크 소유자가 수익을 볼 수 있도록 한다. 신뢰성에 대한 위협은 해킹 취약성, OS 접근 허용, 세션 또는 하드웨어 재시작의 필요성에서 비롯된다.

## 키오스크 산업 부문
키오스크 산업은 키오스크 인클로저, 키오스크 소프트웨어(애플리케이션 및 원격 모니터링), 구성 요소, 서비스 및 설치의 네 가지 부문으로 나뉜다. 키오스크 소프트웨어는 사용자에게 애플리케이션을 제공한다. 환자 체크인 또는 요금 결제 애플리케이션이 좋은 예시다. 이 소프트웨어는 또한 운영 체제(애플, 마이크로소프트 윈도우, 안드로이드 또는 리눅스 또는 크롬OS이든)를 잠가 키오스크 하드웨어 장치의 접근 및 기능을 제한할 수 있다. 예를 들어, USB 장치 및 노출된 외부 포트는 보안 위험을 초래한다.

### 체온 키오스크
체온 키오스크는 코로나바이러스감염증-19 발생과 함께 시작되었다. 일반적으로 사용자가 터미널에 접근하는 것 외에는 상호 작용이 필요하지 않다. 열화상 카메라 또는 열전도 센서가 카메라와 함께 사용되어 표면 온도(보통 이마)를 측정한다. 열화상 시스템은 내안각까지 정밀하게 측정하여 더 대표적인 온도를 얻을 수 있다. 2020년 8월 현재 체온 키오스크는 FDA에 의해 아직 비교적 규제되지 않고 있다.

### 스마트 시티 키오스크
뉴욕시의 프로젝트는 스마트 시티 키오스크를 선보인다. 일반적으로 야외에 설치되며, 42인치보다 크고 종종 양면이다. 이는 거리에서 인터넷 접속을 제공하는 아이디어로, 길 찾기나 교통 시스템과의 연동과 같은 애플리케이션이 통합되어 제공된다.

### 키오스크 제조 산업
역사적으로 전자 키오스크는 사용자 입력을 받아들이고, 많은 장치를 통합하며, 소프트웨어 GUI 애플리케이션과 원격 모니터링을 포함하고, 모든 산업 분야에 널리 배치되는 독립형 인클로저이다. 이것은 키오스크 산업 내에서 "키오스크 하드웨어"로 간주된다.
POS 관련 "키오스크"는 더 홈 디포 및 크로거와 같은 대형 소매점에서 볼 수 있는 "라인 버스팅" 체크아웃이다.
단순한 터치스크린 터미널 또는 패널 PC는 또 다른 세그먼트이며, 대부분의 공간을 POS 소매 애플리케이션에서 차지하며 일반적으로 직원을 향한다. 터미널에는 NCR Advantage(740x 터미널) 및 IBM Anyplace 컴퓨터 터미널이 포함된다. 이러한 장치는 제공되는 기능 측면에서만 "키오스크"로 간주되며 일반적으로 터치스크린, 바코드 스캐너 및 마그네틱 스트라이프 리더만 통합한다.
키오스크 및 셀프 서비스 터미널 제조업체의 시장 부문에는 사진 키오스크, 정부, 항공사, 인터넷, 음악, 소매점 충성도, 인사, 금융 서비스 등이 있다.

### 고객 흐름, 대기열 및 체크인
이 부문에는 의료 환자 체크인 및 "번호표를 뽑는" 유형의 맞춤형 흐름이 포함된다. 장치는 단순한 티켓 발행기부터 환자 체크인을 위한 생체 인식(지문 판독기)까지 다양하다.
호텔 산업에서 키오스크의 기본 적용은 체크인/체크아웃 시 고객의 대기 시간을 줄이고 접수 데스크의 부담을 덜어주는 것이다. 일반적으로 호텔 키오스크는 로비에 위치하며 호텔의 자산 관리 시스템과 통합되거나 인터페이스한다. 이 기계를 통해 고객은 등록 카드에 작성하고 서명하며, 객실을 선택하고, 호텔 키 카드를 발행하고, 추가 제안이나 업그레이드를 확인하고, 이를 예약 및 결제할 수 있다. 또한, 셀프 체크아웃 키오스크는 호텔 내 마이크로 마켓에서도 활용될 수 있다.
소매점에서는 고객이 매장에서 온라인으로 주문하여 집으로 배달받거나, 패스트푸드점에서 줄을 서지 않고 주문하거나, 도서관 책을 발행할 수 있다. 일반적으로 키오스크는 직원을 대체하기보다는 소매 또는 숙박 서비스의 향상으로 간주된다.

### 규제 문제
주요 규제 문제는 ADA 및 접근성, PCI-EMV, UL, CE 및 HIPAA이다. 주별 규정(예: 캘리포니아의 Unruh Act)을 포함하여 더 많은 규정이 있다. 2019년 키오스크 협회는 접근성에 대한 새로운 행동 강령을 발표했다. 이는 2019년에 미국 접근성 위원회 전체에 제출되었다.

## 같이 보기
- 현금 자동 입출금기
- 인터넷 카페
- 키오스크
- 셀프서비스
- 자동 판매기
- 셀프계산대

## 참고 문헌
- 이 문서에는 GFDL 라이선스로 배포된 자유 온라인 컴퓨팅 사전(FOLDOC)의 내용을 기초로 작성된 내용이 포함되어 있습니다.

1. ↑  “Kiosk History - A History of Kiosks”. 2022년 9월 10일에 원본 문서에서 보존된 문서. 2022년 9월 10일에 확인함.
2. ↑  “The Evolution of Self-Service Kiosks”. 2017년 3월 22일. 2022년 9월 10일에 원본 문서에서 보존된 문서. 2022년 9월 10일에 확인함.
3. ↑  Deseret News (1988년 9월 22일). “FLORSHEIM'S REALLY BIG `SHOE' IS A VIDEO SHOPPING NETWORK”. 《Deseret News》 (영어). 2024년 10월 19일에 확인함.
4. ↑  Chicago Tribune (1987년 7월 13일). “FLORSHEIM STEPPING INTO UTURE WITH ELECTRONIC SHOE CATALOGUE”. 《Chicago Tribune》. 2024년 12월 14일에 원본 문서에서 보존된 문서. 2024년 10월 19일에 확인함.
5. ↑  Tyndall, Kate (1987년 9월 13일). “Electronic salespeople -- newest retailing wrinkle - UPI Archives”. 《UPI》 (영어). UPI. 2024년 10월 19일에 확인함.
6. 1 2  Kielsen, Keith (2010). 《Unleashing the Power of Digital Signage: Content Strategies for the 5th Screen》. Focal Press. ISBN 978-0-240-81302-8.
7. ↑  “Information Stations in VA State Parks”. 2010년 4월 30일에 원본 문서에서 보존된 문서. 2010년 4월 28일에 확인함.
8. ↑  “Outdoor Digital LCD Displays”. Networld Media Group. 2014년 2월 26일에 원본 문서에서 보존된 문서. 2014년 2월 20일에 확인함.
9. ↑  “Department for Work and Pensions: Communicating with customers” (PDF). National Audit Office. 2009년 5월 5일. 6쪽. 2011년 7월 18일에 원본 문서 (PDF)에서 보존된 문서. 2010년 2월 17일에 확인함.
10. ↑  “A convenient way to pay electricity bill?”. 《더 힌두》 (Bangalore). 2013년 12월 22일. 2014년 8월 30일에 원본 문서에서 보존된 문서. 2015년 7월 6일에 확인함.
11. ↑  Raven, A., Laberge, J., Ganton, J. & Johnson, M., Wayfinding in a Hospital: Electronic Kiosks Point the Way, UX Magazine 14.3 보관됨 18 3월 2019 - 웨이백 머신, September 2014.
12. ↑  “How self-service kiosks can transform the healthcare sector”. Building Better Healthcare. 2020년 1월 13일. 2020년 3월 6일에 확인함.
13. ↑  “Employee-Free Bank Branch Powered by TrueConf - Video Conferencing Blog”. 《Video Conferencing Blog》 (미국 영어). 2017년 12월 18일. 2018년 11월 13일에 원본 문서에서 보존된 문서. 2018년 11월 13일에 확인함.
14. ↑  LLC, TelaCare Health Solutions. “Telemedicine Kiosks Bring Doctors And Patients Together For Healthy Outcomes”. 《www.telacare.com》. 2018년 11월 13일에 원본 문서에서 보존된 문서. 2018년 11월 13일에 확인함.
15. ↑  Kochelek, Katie (2024년 6월 17일). “The Future of Kiosks in the Hotel Industry”. 《Frank Mayer and Associates, Inc.》 (미국 영어). 2025년 6월 6일에 확인함.